# Eutettix rubianus
Eutettix rubianus är en insektsart som beskrevs av Ball 1936. Eutettix rubianus ingår i släktet Eutettix och familjen dvärgstritar. Inga underarter finns listade i Catalogue of Life.